# Uncle Dave Macon
David Harrison (Uncle Dave) Macon (Warren County, 7 oktober 1870 - Readyville, 22 maart 1952) was een Amerikaans zanger, banjospeler, songwriter en entertainer in de old-time music, de voorloper van de countrymuziek.
Musicoloog Charles Wolfe schreef over Macon: "Als mensen de jodelende Jimmie Rodgers de Vader van de Countrymuziek noemen, dan geldt Uncle Dave zeker als de Grootvader van de Countrymuziek." Van George Hay, de oprichter van de Grand Ole Opry, kreeg hij de bijnaam Dixie Dewdrop opgespeld.

## Biografie

### Jeugd en werkzame leven
Macon werd geboren in Smartt Station, ongeveer op 5 km ten zuiden van McMinnville in het midden van de staat Tennessee. Zijn vader bezat landerijen en was een voormalig kapitein in het leger van de Geconfedereerde Staten. Op jonge leeftijd verhuisde hij met zijn gezin naar Nashville toen zijn vader daar een hotel aan de Broadway kocht. Hier werd hij muzikaal beïnvloed door artiesten uit de vaudeville-gezelschappen die de stad en het hotel aandeden. Hij sloot vriendschappen en keek toe hoe ze oefenden in de kelder van het hotel. Ook leerde zo allerlei liedjes spelen die hij oefende op een banjo die zijn moeder voor hem had gekocht. Zijn vader kwam dramatisch om het leven toen hij werd doodgestoken voor zijn hotel. De jonge Dave verhuisde daarna met zijn moeder naar het platteland waar zij een station voor postkoetsen opende in het gemeentevrije Readyville tussen Murfreesboro en Woodbury.
Hij trouwde in 1889 en begon de Macon Midway Mule And Wagon Transportation Company, waarmee hij per ezel en wagen goederen vervoerde tussen Murfreesboro en Woodbury. Over zijn bedrijf schreef hij later het lied From here to heaven. Aan het begin van de jaren twintig zakte zijn handel in elkaar door de komst van een concurrent met gemotoriseerde vrachtwagens. Hij besloot daarop zijn ezels van de hand te doen en overwoog om met pensioen te gaan; hij was inmiddels 52 jaar oud en had zijn schaapjes al op het droge.

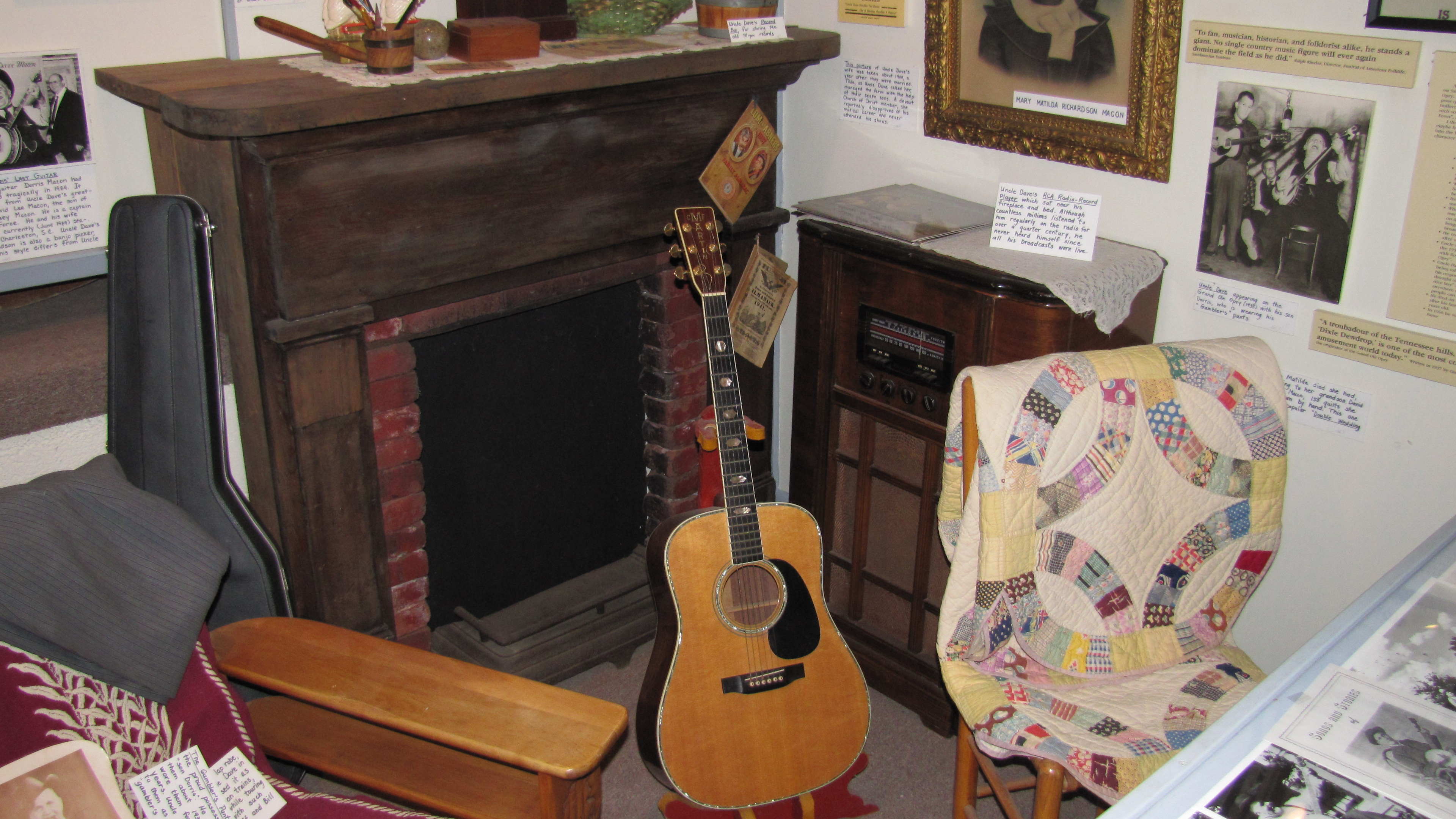
Relikwieën van Macon

### Entree in de muziek
Terwijl hij tijdens zijn werkzame leven niet had overwogen om professioneel met muziek bezig te zijn, gebeurde dit op oudere leeftijd met een eerste betaalde optreden tijdens een boerenbruiloft. Niet lang erna werd hij door een vertegenwoordiger van de vaudeville-theaterketen Loew ontdekt in een kapperszaak in Nashville, toen hij daar samen met de fiddler Sid Harkreader enkele liedjes speelde. Na hun succesvolle aftrap in Birmingham in Alabama traden ze tot ver in het land op, tot en met in Boston in het noordoosten. In New York nam hij in 1924 zijn eerste platen op. Onder deze eerste platen bevond zich ook Keep my skillet good and greasy die hij zijn gehele carrière is blijven spelen. Tot in de jaren dertig bracht hij bij elkaar 180 liedjes uit bij bijna elk groot label die er toen in de VS bestond. Minder frequent bracht hij ook erna nog tot in de jaren vijftig platen uit.
Macon en Harkreader vielen ook onder de aandacht van George Hay toen die op zoek was naar artiesten voor zijn nieuwe radioprogramma vanaf 1925, WSM Barn Dance, dat onder de naam Grand Ole Opry tot op heden nog steeds wordt uitgezonden. Macon en Uncle Jimmy Thompson waren de eerste twee artiesten die regelmatig in het programma terugkeerden. Macon bleef de populairste artiest van de show tot de The Vagabonds in 1931 toetraden. Van Hay kreeg hij de bijnaam Dixie Dewdrop opgespeld. Ook is hij terug te zien is in de film over het programma uit 1940.

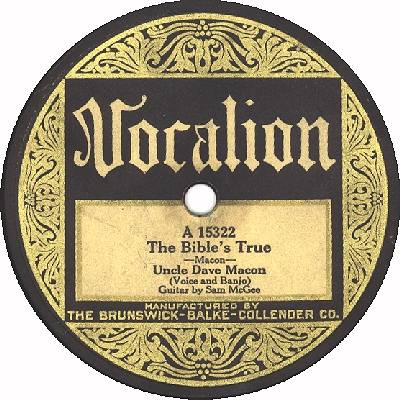
Macons The bible's true, ca. 1952

### Musicus en entertainer
Zijn publiek kwam zowel voor zijn muziek als voor zijn show waarvoor hij allerlei elementen had geleerd van de vaudevillegezelschappen. Zijn optredens kenden een grote hoeveelheid energie en gingen gepaard met komische opmerkingen over dagelijkse onderwerpen en met platte commentaren op politieke corruptie. Macon putte uit een uitgebreid repertoire dat niet beperkt bleef tot de old-time music, maar ook elementen kende uit de gospel, folk, minstrel en uit de proto-blues die hij van Afro-Amerikanen in Readyville had geleerd. Verder beheerste hij een grote variëteit aan banjostijlen, met volgens historici minstens negentien verschillende tokkeltechnieken. Daarnaast was hij een bekwaam zanger en songwriter.
Macons begeleidingsband had de naam Fruit Jar Drinkers en naast Harkreader werkte hij in zijn loopbaan samen met Roy Acuff en Bill Monroe toen zij beide nog bijna niet bekend waren. Verder trad hij op met The Delmore Brothers, het duo Sam & Kirk McGee en zijn zoon Dorris.
Tot zijn klassiekers gelden Buddy won't you roll down the line, Bully of the town, Hillbilly blues, Late last night when Willie came home, Rock around my Saro Jane, Sail away ladies en (She was always) Chewing gum.

### Betekenis

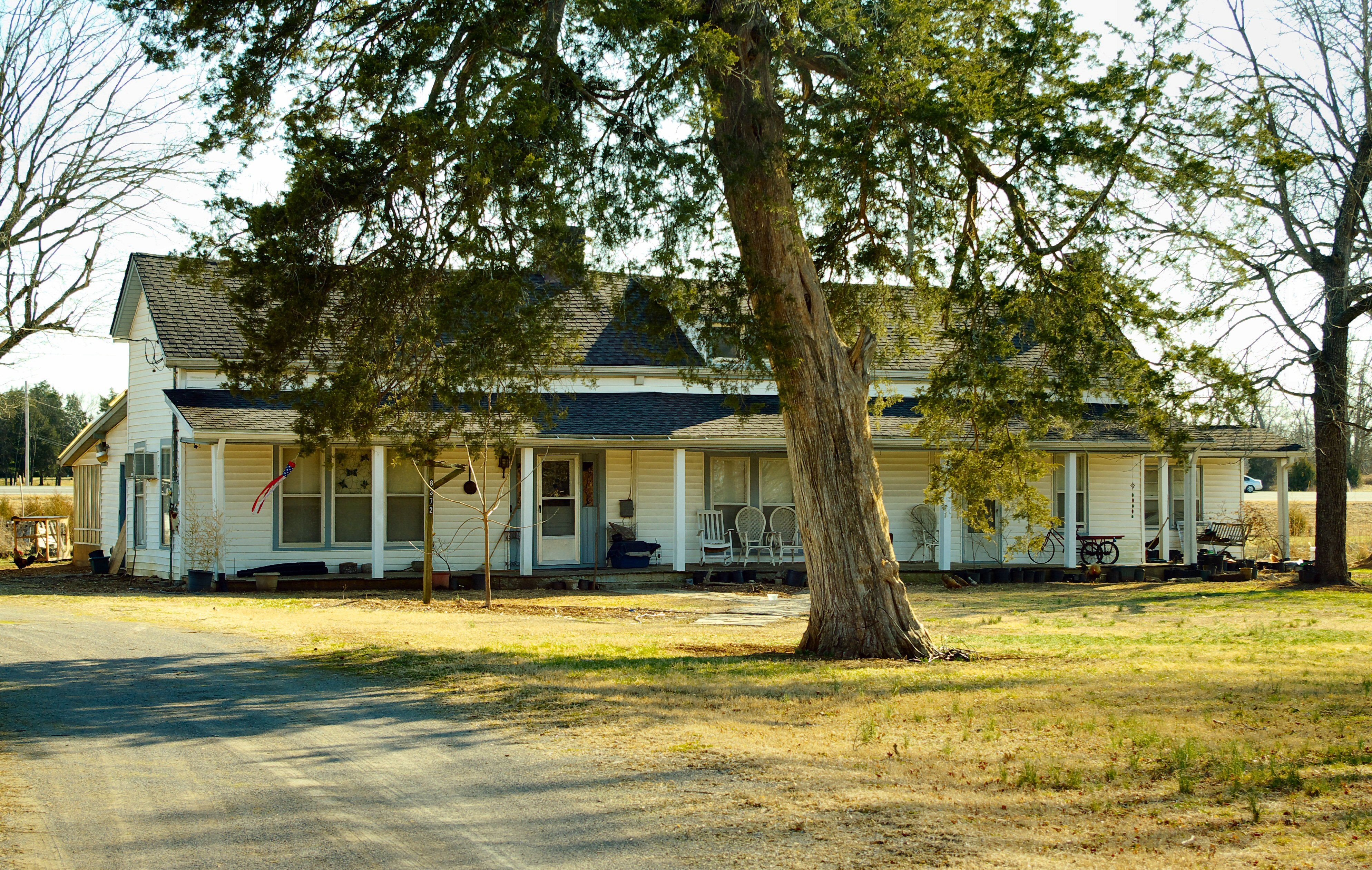
Macons huis in Readyville

Hij bleef tot op hoge leeftijd optreden in de Grand Ole Opry, waardoor hij een levend symbool werd van de old-time music. In de jaren veertig liep de kwaliteit van zijn banjospel terug, maar wist hij zich toch overeind te houden dankzij zijn zangtalent en humor. Terwijl hij in 1952 nog op de rol stond om op te treden in de Grand Ole Opry, werd hij ziek en overleed hij nog hetzelfde jaar op 81-jarige leeftijd in Readyville.
In de buurt van Woodbury werd een monument voor hem opgericht. Hierin staat zijn herkenningsmelodie ingegraveerd, How beautiful heaven must be. Jaarlijks wordt er uit zijn naam nog het driedaagse festival Uncle Dave Macon Days gehouden in Murfreesboro. Een deel van het Museum of Appalachia in Norris is ingericht met relikwieën van Macon.
Postuum werd hij in 1966 opgenomen als tiende lid in de prestigieuze Country Music Hall of Fame. In 1979 volgde ook nog een opname in de vierde editie van America's Old Time Country Music Hall of Fame. Hoewel de Carter Family en Jimmie Rodgers langer tot de verbeelding zijn blijven spreken – zo wordt Rodgers ook wel de Vader van de Countrymuziek genoemd – kan Macon zeker gerekend worden als de Grootvader van de Countrymuziek, aldus musicoloog en kenner van de traditionele Amerikaanse muziek, Charles Wolfe.
- Bibliothèque nationale de France: cb13900641c (data)
- Gemeinsame Normdatei: 134589319
- International Standard Name Identifier: 0000 0000 5513 7152
- Library of Congress Control Number: n93001028
- MusicBrainz: bdc82654-bc2d-45e7-aabf-e0494d8e917d
- Nationale Bibliotheek van Tsjechië: xx0255518
- SNAC: w618451x
- Virtual International Authority File: 24788673
- WorldCat: E39PBJj4r4gQY4ckQjydmcYdcP